# ۱۴۰۶ (خورشیدی)
سال ۱۴۰۶، هزار و چهارصد و ششمین سال گاه‌شماری هجری خورشیدی است. این سال عادی است.

## نام‌گذاری‌ها
- این سال در گاه‌شماری حیوانی سال گوسفند (羊) است.

## رویدادها

### مرداد
- ۱۱ مرداد - خورشیدگرفتگی
- ۱۶ مرداد - سیارک (137108) 1999 AN10 در فاصله ۳۸۸٫۹۶۰ کیلومتری (0.0026 AU) از زمین عبور خواهد کرد.[۲][۳][۴][۵]

### بهمن
- ۶ بهمن - خورشیدگرفتگی